# 貴志元則
貴志 元則（きし もとのり）は、日本の漫画家、実業家。和歌山県出身。季志もとのり、貴志真典、キシ・モトノリ、きしもとのりなど、様々なペンネームで漫画を描く。出版社の松文館の社長。関連会社に、株式会社道出版、有限会社Group zero、ARTUNION（アートユニオン）がある。漫画家で彫刻家の貴志カスケ（キシ カスケ）は弟。

## 経歴
19歳のとき、『ビッグコミック』（小学館）で新人賞受賞しデビュー。和歌山県より上京し、さいとう・たかをや真崎守のアシスタントとなった。独立後、数誌で連載作品を掲載、徳田虎雄を主人公とした『トラオがゆく』などを発表。
1990年（平成2年）に編集プロダクションの有限会社グループ・ゼロを設立。
1992年（平成4年）には松本印刷の子会社である、成人向け漫画出版を専門とする松文館を買収、社長に就任。
1998年（平成10年）には第18回参議院議員通常選挙に自由連合公認で和歌山県選挙区から出馬するが、落選。
2002年（平成14年）、成人向け漫画家のビューティ・ヘアが松文館から出版した漫画単行本『蜜室』を原因として松文館事件が起こり、社長の貴志ら幹部2人とビューティ・ヘアが逮捕され、他の幹部とビューティは略式起訴で罰金刑、貴志は正式起訴で罰金刑となる。

## 主な漫画作品

### 貴志元則名義
- 恋獄漂流（松文館）- 宮田雪原作の『恋獄漂流』と、第3回ビッグコミック賞佳作作品『ふとん』を収録。

### 貴志真典名義
- トラオがゆく（潮流出版） - 自由連合代表、徳田虎雄の半生を描いた漫画。
- 劇画日本大学（KKロングセラーズ）
- 劇画大隈重信（けいせい出版）